# Revival (Medien)
Revival (auf Deutsch „Wiederbelebung“ oder „Wiederaufleben“) bezeichnet im Bereich der Massenmedien die Veröffentlichung neuer Episoden eines im Serienformat erscheinenden Werks, nachdem dieses zuvor seit einiger Zeit eingestellt war. In den meisten Fällen wird der Begriff auf Fernsehserien oder -shows angewendet, für die einige Zeit nach der ursprünglichen Absetzung neue Folgen produziert werden.

## Merkmale
Der Begriff wurde anfangs unter anderem durch die Musikbranche geprägt, um das erneute Aufflammen der Beliebtheit von Musikstilen zu beschreiben, die Jahre zuvor bereits einmal größere Popularität genossen hatten. Angewandt auf Medien wird meistens von einem „Revival“ gesprochen, wenn die Produktion einer vor längerer Zeit eingestellten Serie wieder aufgenommen und somit die Handlung oder das Konzept der originalen Sendung fortgesetzt wird. Beispielsweise wurde die britische Science-Fiction-Serie Doctor Who ursprünglich von 1963 bis 1989 ausgestrahlt und wird unter dem gleichen Titel seit 2005 mit neuen Folgen weitergeführt. Oftmals wird zur besseren Unterscheidung von der Originalserie ein Zusatztitel für das Revival verwendet. Die 1989 produzierte Fernsehserie Die schnelle Gerdi von Michael Verhoeven wurde so etwa 2004 als Die schnelle Gerdi und die Hauptstadt wiederbelebt. In vielen Fällen wird jedoch der Originaltitel beibehalten und direkt an die alte Staffelnummerierung der früheren Serie angeknüpft. So erhielt beispielsweise die ursprünglich von 2008 bis 2014 ausgestrahlte Computeranimationsserie Star Wars: The Clone Wars im Jahr 2020 eine siebte Staffel.
Im Gegensatz zu gewöhnlichen Ablegern, die als neue Serien aus einer existierenden Ursprungsserie „ausgelagert“ werden und zumeist die Geschichte ausgewählter Figuren aus dem Originalwerk an einem anderen Ort fortsetzen, wird bei Revivals eine größere Zahl alter Handlungsstränge, Figuren und Schauplätze aus der Originalserie wieder direkt aufgegriffen und weitergeführt. Themen sind in der Regel offene Handlungsstränge oder Figurenentwicklungen, welche während der ursprünglichen Serie nie aufgelöst wurden. Somit grenzt sich ein Revival auch von Reboots und Remakes ab, die in der Regel komplett mit neuen Schauspielern besetzt werden und den Kanon des Originals in Teilen oder vollständig ignorieren. Revivals sind damit eine besondere Form von Fortsetzung und zeichnen sich dadurch aus, dass sie den Ausgangszustand einer Serie vor ihrer ursprünglichen Einstellung bestmöglich wiederherstellen und unmittelbar weiterführen, als wäre das Original nie abgesetzt worden. Auch Anthologie-Serien wie The Twilight Zone oder The Outer Limits, welche in jeder Episode auf komplett neue Charaktere und Handlungsorte zurückgreifen, wurden im Laufe der Jahre nach diesem Prinzip wiederbelebt.
Revivals von Fernsehshows orientieren sich am Sendungskonzept und Studiodesign des Originals. Teils werden auch wieder die ursprünglichen Moderatoren engagiert; zum Beispiel übernahm Hugo Egon Balder für das ab 2017 ausgestrahlte Revival von Genial daneben erneut die Moderation. Die Neuauflage der Late-Night-Show TV total wird dagegen seit 2021 von Sebastian Pufpaff moderiert.
Neben der Fortführung im üblichen Serienformat gibt es weiterhin auch Revivals in Form von einmaligen Fernsehfilmen, Specials oder limitierten Miniserien, die nicht aufgelöste Handlungsstränge der Originalserie wieder aufgreifen. Zum Beispiel bekam der 1993 beendete Dallas-Ableger Unter der Sonne Kaliforniens 1997 eine Reunion-Ministaffel. Zum 20-jährigen Jubiläum der ZDF-Fernsehserie Die Schwarzwaldklinik erschienen 2005 zwei Revival-Fernsehfilme.
In einigen Fällen wurden fortgeschrittene Pläne für Serienrevivals jedoch auch letztlich aus verschiedenen Gründen verworfen. Beispielsweise wurde 1978 eine geplante Wiederbelebung der Science-Fiction-Fernsehserie Star Trek als Star Trek: Phase Two noch während der Vorproduktion abgebrochen, um stattdessen den Kinofilm Star Trek: Der Film zu drehen. Eine Neuauflage der Horror-Serie Geschichten aus der Gruft scheiterte dagegen 2017 an rechtlichen Problemen.
Aus Budgetgründen oder anderen Motiven wurden Revivals mancher Realfilmserien auch in Zeichentrickform umgesetzt. Beispiele für diese spezielle Form von Wiederbelebung sind die animierte Serie Die Enterprise aus den Jahren 1973 bis 1974, die 1973 ausgestrahlte Zeichentrick-Version der Addams Family, oder der 2016 erschienene Jubiläumszeichentrickfilm Batman: Return of the Caped Crusaders mit Adam West und Burt Ward in ihren alten Rollen aus der Batman-Serie der 1960er. Weiterhin gibt es auch Revivals, bei denen eine Serie in Comic- oder Buchform weitergeführt wird. Die Fernsehserie Buffy – Im Bann der Dämonen erhielt ab 2007 fünf weitere Staffeln als Comicreihen, beginnend mit der 8. Staffel. Von 2012 bis 2015 erschien auch eine 11. Staffel der Superman-Serie Smallville in Comicform.

## Beispiele für Revivals

### Fernsehen

#### Fernsehserien
- Die ursprünglich von 1978 bis 1991 produzierte Serie Dallas wurde zwischen 2012 und 2014 unter gleichem Namen fortgesetzt.[22]
- Bei der seit 2014 veröffentlichten Animationsserie Die Tom und Jerry Show handelt es sich um ein Revival der originalen Tom und Jerry-Zeichentrickreihen.[23]
- Knapp 14 Jahre nachdem die original von 1993 bis 2002 produzierte Serie Akte X – Die unheimlichen Fälle des FBI mit der 9. Staffel endete, wurden ab 2016 zwei weitere Staffeln mit David Duchovny und Gillian Anderson ausgestrahlt.[24]
- Eine Neuauflage der ABC-Sitcom Full House aus den Jahren 1987 bis 1995 wurde zwischen 2016 und 2020 unter dem Titel Fuller House auf Netflix veröffentlicht.[25]
- 2016 wurde die 2007 eingestellte Dramedy-Serie Gilmore Girls als Gilmore Girls: Ein neues Jahr von Netflix weitergeführt.[24]
- Acht Jahre nach dem Ende der Actionserie Prison Break im Mai 2009 wurde ab April 2017 eine fünfte Staffel von Fox ausgestrahlt.[26]
- Die Sitcom Will & Grace erhielt elf Jahre nach dem originalen Ende 2006 drei weitere Staffeln, die von 2017 bis 2020 auf NBC liefen.[27]
- ABC führte die 1997 abgesetzte Fernsehserie Roseanne 2018 mit einer 10. Staffel und anschließend als Die Conners fort.[28]
- Anlässlich des 21-jährigen Jubiläums von CSI: Vegas erscheint seit Oktober 2021 ein Revival des Formats auf CBS, in dem unter anderem William Petersen und Jorja Fox in ihren alten Rollen zurückkehren.[29]
- Die original von 1990 bis 2010 ausgestrahlte Krimiserie Law & Order wird ab Februar 2022 mit einer 21. Staffel fortgesetzt, in der erneut Sam Waterston und Anthony Anderson mitspielen.[30]

#### Fernsehshows
- Neuauflagen der original von 1971 bis 1986 produzierten Spielshow Dalli Dalli liefen von 1995 bis 1997 sowie von 2011 bis 2013.[31][32] Auf Das Erste erschien zwischen 2013 und 2015 unter dem Namen Das ist Spitze! ein weiteres Revival von Dalli Dalli.[33]
- Die von Eduard Zimmermann erdachte ZDF-Sendung Vorsicht Falle! wurde zunächst von 1964 bis 2001 ausgestrahlt und erst ab 2018 unter der Moderation von Rudi Cerne erneut produziert.[34]
- Zum 40-jährigen Jubiläum der Erstausstrahlung feierte die ZDF-Show Wetten, dass..? mit Thomas Gottschalk als Moderator im November 2021 ein Comeback.[35] Aufgrund des Erfolgs der Jubiläumsausgabe soll die eigentlich 2014 eingestellte Fernsehshow auch 2022 und 2023 als jährliche Sondersendung stattfinden.[36]
- Seit November 2021 werden neue Sendungen der Sat.1-Gameshow Geh aufs Ganze! mit Jörg Draeger produziert.[37]

### Hörspiele
- Die Europa-Hörspielserie Die Gruselserie aus den Jahren 1981 bis 1982 wird seit 2019 mit neuen Folgen wiederbelebt.[38]
- Obwohl die Horrorkomödie Jack Slaughter eigentlich 2013 mit der 20. Folge beendet wurde, veröffentlicht die Universal Music Group seit 2019 als Reaktion auf Fanwünsche neue Hörspielepisoden.[39]

### Romanserien
- Nach dem Ende der von Friedrich Tenkrat verfassten Romanserie Tony Ballard im Jahr 1990 erschienen später neue Geschichten im Zaubermond-Verlag und bei Romantruhe.[40]
- Die erstmals 1986 publizierte Science-Fiction-Romanreihe Star Gate wird seit 2005 im Verlag Hary-Production wiederbelebt.[41]
- Seit Oktober 2018 erscheint die ursprünglich von 1973 bis 1985 veröffentlichte Heftroman-Serie Gespenster-Krimi wieder im Bastei-Verlag.[42]

### Comics
- Als Nachfolger der früheren 100-Seiter-Taschenbuchserie Donald Duck aus den Jahren 1974 bis 1998 wird seit 2010 die Comic-Reihe Donald Duck & Co. vom Egmont Ehapa Verlag herausgegeben.[43]
- Die ursprünglich von 1989 bis 2007 publizierte Comicserie Batman: Legends of the Dark Knight des US-amerikanischen Verlags DC Comics wurde von 2012 bis 2013 sowie seit 2021 wiederbelebt.[44]